# Гарамян Тигран Олександрович
Тигран Гарамян (вірм. Տիգրան Ղարամյան, фр. Tigran Gharamian; нар. 24 липня 1984, Єреван) – французький шахіст вірменського походження, гросмейстер від 2009 року.

## Шахова кар'єра
У 1997-2001 роках тричі представляв Вірменію на чемпіонаті світу серед юніорів у різних вікових категоріях (найкращий результат: поділ 7-го місця 2000 року в Орпезі на ЧС до 16 років), також двічі був учасником олімпіад серед юніорів (до 16 років), у 1999 і 2000 роках.
Значних успіхів почав досягати 2003 року, виконавши в Каппель-ла-Гранд першу норму на звання міжнародного майстра. Ще дві виконав у 2004 році, на клубному чемпіонаті Франції і на турнірі за швейцарською системою в Ла-Фер (поділив 1-ше місце разом із зокрема, Вієстурсом Меєрсом і Вадимом Малахатьком). У наступних роках досягнув низки успіхів:
- 2005 – поділив 1-ше місце в Авуані (разом із, зокрема, Екгардом Шміттділем, Сергієм Федорчуком і Жаном-Люком Сере),
- 2006 – посів 1-ше місце в Гонфревіль-л'Орше, поділив 1-ше місце в Шарлеруа (разом із, зокрема, Рафаелем Лейтао), виконав першу гросмейстерську норму в Меці,
- 2007 – посів 1-ше місце у Фурмі, посів 1-ше місце в Шарлеруа (2-га гросмейстерська норма), поділив 1-ше місце в Афінах (турнір Nikaia Open, разом з Владіміром Петковим і Хрістосом Банікасом), поділив 2-ге місце в Беблінгені (позаду Антоні Віріга, разом із, зокрема, Александером Науманном, Екгардом Шміттділем, Томасом Лютером і Ненадом Ферчецєм – 3-тя гросмейстерська норма),
- 2008 – посів 1-ше місце в Бельведере-Мариттімо, поділив 2-ге місце в Беблінгені (позаду Андрія Сумца, разом з Фарідом Аббасовим і Арндом Лаубером).

Примітка: список успіхів неповний (доповнити від 2009 року).
Найвищий рейтинг Ело в кар'єрі мав станом на 1 вересня 2011 року, досягнувши 2676 очок займав тоді 67-ме місце в світовому рейтинг-листі ФІДЕ, одночасно займаючи 4-те місце серед французьких шахістів.

## Зміни рейтингу
| На цьому місці має відображатися графік чи діаграма, однак з технічних причин його відображення наразі вимкнено. Будь ласка, не видаляйте код, який викликає це повідомлення. Розробники вже працюють для того, щоби відновити штатне функціонування цього графіка або діаграми. | |
| | На цьому місці має відображатися графік чи діаграма, однак з технічних причин його відображення наразі вимкнено. Будь ласка, не видаляйте код, який викликає це повідомлення. Розробники вже працюють для того, щоби відновити штатне функціонування цього графіка або діаграми. |